# 瓦西里·貝科夫號巡邏艦
瓦西里·贝科夫號巡邏艦（俄语：Василий Быков）是俄羅斯海軍的巡邏艇，為22160型巡邏艇的首艦。它於2014年2月26日在俄羅斯韃靼斯坦澤列諾多爾斯克的澤列諾多爾斯克造船廠建造，於2017年8月28日下水。瓦西里·贝科夫號巡邏艦於2018年12月20日在新羅西斯克海軍基地服役，成為黑海艦隊的一員。
2022年俄羅斯入侵烏克蘭期間，該艦於2022年2月24日（入侵首日）與莫斯科號巡洋艦一起參與蛇島戰役。這場對抗以俄羅斯占领蛇島而告終，並俘虜駐紮在島上的82名烏克蘭國家邊防警衛隊人員。
2022年3月7日，烏克蘭消息人士稱，烏克蘭武裝部隊在敖德薩海岸用多管火箭炮擊中瓦西里·贝科夫號巡邏艦，將其擊毀。烏克蘭媒體發布視頻，據報導顯示了黑海燃燒的瓦西里·贝科夫號巡邏艦。3月16日，瓦西里·贝科夫号巡逻舰出现在克里米亚塞瓦斯托波尔港，艦體没有任何可见的損伤。 軍事新聞網站The Drive 認為烏克蘭媒體發布視頻中燃燒的船可能是摩爾多瓦化學品船千禧精神號而不是俄軍軍艦，該化學船於2月25日被俄軍炮火誤擊下被逼棄船。
2022年6月，瓦西裡·貝科夫號首次配備了安裝在其直升機甲板上的自主戰鬥模組，該模組是Tor-M2KM防空系統的一部分。
2023年8月1日，俄羅斯國防部聲稱，烏克蘭使用三艘無人艇對瓦西里·貝科夫號和另一艘俄羅斯的22160型巡邏艦船——謝爾蓋·科托夫號進行了襲擊，但被擊退。該部還指責烏克蘭試圖用無人艇襲擊黑海西南部的俄羅斯民用船隻。烏克蘭官方否認對俄羅斯民用和軍用船隻的襲擊指控。
2023年8月13日，俄羅斯宣布貝西里·拜科夫號向船籍帕勞的貨船「蘇克魯·奧坎號」（Sukru Okan）開火發出警告，該貨船當時正在穿越黑海，未對俄羅斯的檢查要求作出回應。
2023年8月17日，俄羅斯媒體報導指烏克蘭武裝部隊試圖使用一艘無人艇攻擊俄羅斯黑海艦隊的船隻，而好奇號巡邏艦和瓦西里·貝科夫號擊退攻擊。